# École nationale supérieure des arts décoratifs
École nationale supérieure des arts décoratifs – uczelnia artystyczna z siedzibą w Paryżu. Kształci na kierunkach związanych ze sztuką oraz projektowaniem. Została założona w XVIII i XIX wieku.
Szkoła jest członkiem Uniwersytetu PSL. W tym kontekście uczestniczy w kursie doktoranckim SACRe (Sciences, Arts, Creation, Research), którego ambicją jest łączenie artystów, twórców i naukowców.

## Znani absolwenci
- Zeina Abirached, libańska autorka komiksów oraz ilustratorka
- Kader Attia, algiersko-francuski artysta interdyscyplinarny
- Mohamed Bourouissa, francuski artysta fotograf pochodzenia algierskiego
- Jean-Paul Goude, francuski projektant grafiki, ilustrator, artysta fotograf i reżyser reklam
- Annette Messager, francuska artystka
- István Sándorfi, węgierski malarz hiperrealistyczny